# Lele (tschadische Sprache)
Das Lele, Selbstbezeichnung lèlé, ist eine in der Nähe der Stadt Kélo im Tschad gesprochene Sprache. Sie gehört zum östlichen Zweig der tschadischen Sprachen.

## Lautsystem

### Konsonanten
Das Lele unterscheidet folgende Konsonanten:
|                       | Labiale | Dentale | Palatale | Velare | Labiovelare |
| --------------------- | ------- | ------- | -------- | ------ | ----------- |
| stimmlose Plosive     | p       | t       | c        | k      | kp          |
| stimmhafte Plosive    | b       | d       | j        | g      | gb          |
| pränasalierte Plosive | mb      | nd      |          | ŋg     | ŋgb         |
| Implosive             | ɓ       | ɗ       |          |        |             |
| Nasale                | m       | n       | ny       | ŋ      |             |

Dazu kommen h, s, w, y, r und l.
Die Labiovelare kommen nur selten vor.
Es gibt keine Konsonantengruppen am Silbenanfang oder -ende, wenn man die in der Tabelle vertretenen Laute als einfache Konsonanten ansieht (ein Wort wie ŋgbògòm „kalt“ ist daher möglich).

### Vokale
Das Lele besitzt fünf Vokale: a, e, i, o, u. Diese können gelegentlich auch lang vorkommen im Gegensatz zu den Konsonanten, die nicht als Längen vorkommen.
Gelegentlich, und zwar meist in der Nachbarschaft von y, findet man Nasalvokale (z. B. gũ´yé „Spinne“). Vermutlich ist dies als Realisierung eines Konsonanten -ny- zu verstehen (also in diesem Beispiel eigentlich gúnyé), der in der Stellung zwischen Vokalen eine reduzierte Aussprache annimmt.

### Ton
Das Lele ist eine Tonsprache mit vermutlich drei Registern, die hier durch Akzentzeichen dargestellt werden: hoch (á), mittel (ā), tief (à). Die Angaben über Töne in der Grammatik von Frajzyngier weisen zahlreiche Widersprüche auf. Das Tonsystem muss als noch nicht vollständig analysiert angesehen werden.

## Personal- und Possessivpronomina
Die Personalpronomina des Lele machen einen Geschlechtsunterschied in der 2. Pers. sg. und der 3. Pers. sg. und unterscheiden drei verschiedene Formen, die unserem „wir“ entsprechen.
|                    | selbständiges Pronomen | Subjekts- pronomen | Objekts- pronomen | Possessivpronomen (alienabel) |
| ------------------ | ---------------------- | ------------------ | ----------------- | ----------------------------- |
| 1.sg. „ich“        | dàŋ                    | ŋ ...              | ... (i)ŋ          | kònòŋ                         |
| 2.sg.mask. „du“    | dìgì                   | gī ...             | ... gi            | kòm                           |
| 2.sg.fem. „du“     | dàmè                   | mē ...             | ... me            | kèrè                          |
| 3.sg.mask. „er“    | dày                    | ... dí             | ... (i)y          | kèy                           |
| 3.sg.fem. „sie“    | dàdù                   | ... dú             | ... du            | kòrò                          |
| 1.pl. „ich+du“     | dàŋgà                  | ŋgā ...            | ... ŋga           | kàŋgà                         |
| 1.pl. „ich+ihr“    | dàŋgàŋgù               | [ 1 ]              | ... ŋgaŋgu        | ?                             |
| 1.pl. „ich+andere“ | ?                      | nī ...             | ... ni            | kìnì                          |
| 2.pl. „ihr“        | dàŋgù                  | ŋgū ...            | ... ŋgu           | kùŋgù                         |
| 3.pl. „sie“        | dàgè                   | ... gé             | ... ge            | kègè                          |
| impersonal „man“   | -                      | gē ...             | -                 | -                             |

Durch die Pünktchen bei den Subjekts- und Objektspronomina wird angedeutet, ob das Pronomen vor oder nach dem Verb steht.
Die selbständigen Pronomina verwendet man bei Betonung oder als Prädikat im Nominalsatz, z. B.:
- nè dàŋ „ich bin’s“

Die Subjektspronomina der 3. Person erfordern, dass die betreffende Person vorher erwähnt wurde. Wenn sie nicht erwähnt wurde, sondern auf sie gezeigt wird („er da“), müssen die selbständigen Pronomina stehen, die wie Substantive konstruiert werden.

## Substantiv

### Geschlecht
Das Lele besitzt ein grammatisches Geschlecht, das sich jedoch im Abbau befindet. Bei Personenbezeichnungen stimmt das Geschlecht mit dem natürlichen Geschlecht überein. Sachbezeichnungen werden grammatisch meist als Maskulina behandelt. Eine geringere Zahl von Begriffen wird als Feminina behandelt, wobei der Sprachgebrauch schwankend sein kann (Beispiele für Feminina sind: tùwà „Sonne“, ɗīglē „Jahr“, tídí „Vogel“).
Ein Teil der Substantive besitzt Präfixe, die mit dem Geschlecht zusammenhängen, nämlich k- für Maskulina und Plurale, t- für Feminina. Diese Präfixe sind nicht abtrennbar und gehören zum Wort. Die Präfixe werden durch folgende Reihe gut demonstriert:
- kōrmō „Junge“ – tōrmō „Mädchen“ – kārmā „Kinder“

### Plural
Nur einige Substantive, und zwar vor allem solche für Lebewesen, bilden eine Pluralform. Wenn eine Pluralform existiert, ist sie recht unregelmäßig. Typische Mittel der Pluralbildung sind:
Pluralendung:
- bā „Mann“ – báŋwé „Männer“

Vokalablaut:
- kùlbá „Kuh“ – kòlbé „Kühe“
- gùmá „Ratte“ – gòmé „Ratten“
- kūdō „Ehemann“ – kōdē „Ehemänner“
- gìrà „Hund“ – gàrwè „Hunde“ (mit zusätzlicher Pluralendung)

Präfixwechsel:
- tāmá „Frau“ – kāmdā „Frauen“ (mit zusätzlicher Pluralendung)

ganz unregelmäßig:
- bāyndī „Mensch“ – kārā „Leute“

## Possession
Wie viele andere tschadische Sprachen macht das Lele einen grammatischen Unterschied zwischen inalienabler Possession (vor allem von Körperteilen und Verwandten) und alienabler Possession (vor allem von Dingen).

### Inalienable Possession
Bei inalienabler Possession gebraucht man grundsätzlich Possessivsuffixe am Substantiv. Die Formen sind nicht immer komplett vorhersagbar. Die folgende Tabelle gibt jedoch einen Anhalt:
|                | 1.sg. „mein“ | 2.sg.mask. „dein“ | 2.sg.fem. „dein“ | 3.sg.mask. „sein“ | 3.sg.fem. „ihr“ |
| -------------- | ------------ | ----------------- | ---------------- | ----------------- | --------------- |
| nach Vokal     | -niŋ         | -m                | -re              | -y                | -ro             |
| nach Nasal     | -niŋ         | -num              | -de              | -di               | -do             |
| nach Konsonant | -iŋ          | -um               | -re              | -iy               | -ro             |

Diese Suffixe haben keinen inhärenten Ton, sondern ihr Ton ist meist mit dem Ton der vorangehenden Silbe identisch.
Bei pluralischem Possessor werden die Suffixe meist nicht direkt an das Substantiv angehängt, sondern an ein Stützelement dí-/dú-, wodurch die nachfolgenden Formen entstehen:
- díŋgà „unser (mein+dein)“
- díŋgàŋgù „unser (mein+euer)“
- dínì „unser (mein+ihrer)“
- dúŋgù „euer“
- dígè „ihr (pl.)“

Beispiele:
- kùm „dein Mund“ – kùb dúŋgù „eure Münder“ – kìb dīgè „ihre(pl.) Münder“
- yé dínì „unsere Mutter“

Im Einzelfall ist aber doch ein Suffix -ge der 3. Pers. Plural direkt am Substantiv belegt:
- kūsīgè „ihre(pl.) Körper“

### Substantiv mit Possessivsuffix
Die folgende Tabelle zeigt für einige Substantive, wie sie mit Possessivsuffixen verbunden werden. Beachtenswert ist, dass die Suffixe häufig einen Ablaut des Stammvokals hervorrufen. Nur der Stammvokal -a- ist immer stabil und wird nicht vom Ablaut betroffen.
|         | absolut | + „mein“ | + „dein (mask.)“ | + „dein (fem.)“ | + „sein“ | + „ihr (fem.sg.)“ |
| ------- | ------- | -------- | ---------------- | --------------- | -------- | ----------------- |
| Auge    | kūn     | kīnīŋ    | kūnūm            | kīndē           | kīndī    | kūndō             |
| Bruder  | ɓén     | ɓénīŋ    | ɓónúm            | ɓéndé           | ɓéndí    | ɓóndó             |
| Dorf    | túgú    | túgríŋ   | túgrúm           | túgré           | túgríy   | túgró             |
| Ehemann | kūdō    | kūdēnīŋ  | -                | kūdērē          | -        | kūdōrō            |
| Freund  | bùgà    | bùgànìŋ  | bùgàm            | bùgàrè          | bùgã`y   | bùgàrò            |
| Hand    | kàbú    | kàbìŋ    | kàm              | kàbrè           | kàbìy    | kàbrò             |
| Herz    | múglú   | múglíníŋ | múglúm           | ?               | múglíy   | múglúró           |
| Kinder  | kārmā   | kārānīŋ  | kārām            | kārāndē         | kārāndī  | kārāndō           |
| Kopf    | cà      | cànìŋ    | càm              | càrè            | cày      | càrò              |
| Körper  | kūsū    | kūsīŋ    | kūsūm            | ?               | kūsīy    | kūsūrō            |
| Mund    | kùb     | kìbìŋ    | kùm              | kìbrè           | kìbíy    | kùbrò             |
| Mutter  | yé      | ?        | yóm              | ?               | yéy      | yóró              |
| Name    | kōn     | kōnīŋ    | kōnūm            | ?               | kōndī    | ?                 |
| Nase    | hìndá   | hìndáníŋ | hìndám           | hìndáré         | hìndáy   | hìndáró           |
| Stimme  | lám     | lámníŋ   | lámnúm           | lámdé           | lámdí    | lámdó             |
| Tochter | tōrmō   | tērēnīŋ  | tōrōm            | tērēndē         | tērēndī  | tōrōndō           |

### Inalienable Possession mit nominalem Possessor
Ist der Possessor nominal, so wird trotzdem ein Possessivsuffix benutzt und der Possessor vor die gesamte Gruppe gestellt:
- kùrmbàlō bà-y „der Chef sein Vater“ = „der Vater des Chefs“
- cànìgé cà-y „Canige(Name) sein Kopf“ = „der Kopf von Canige“
- kòlbé dūbū dígé „die Kühe(kòlbé) ihr Stall(dūbū)“ = „der Kuhstall“

### Alienable Possession
Bei alienabler Possession wird dem Possessum ein Possessivpronomen nachgestellt, das aus der Verbindung eines Stammes k- mit den Possessivsuffixen besteht. Die genauen Formen des Possessivpronomens sind oben im Abschnitt „Personal- und Possessivpronomina“ aufgeführt. Der Anlaut k- wird durch t- ersetzt, wenn das Bezugssubstantiv ein Femininum ist:
- làlé kèy „sein Geld“
- lūŋbā kònòŋ „mein Pferd“
- tídí tònòŋ „mein Vogel“ (Femininum)

Manche Substantive können sowohl alienabel als auch inalienabel konstruiert werden, wodurch sich ein Bedeutungsunterschied ergibt:
- kùb „Mund, Sprache“ – kìbíy „sein Mund“ – kùb kèy „seine Sprache“
- sìlyà „Leber“ – sìlyànìŋ „meine Leber (als Organ)“ – sìlyà kònòŋ „meine Leber (als Mahlzeit)“
- làlì „Geld“ – làlìy „sein Preis, der Preis davon“ – làlì kèy „sein Geld (das er besitzt)“

Bei alienabler Possession mit nominalem Possessor verwendet man die Konstruktion Possessum – Possessor – Possessivpronomen:
- kúlbá cànìgé kèy „die Kuh von Canige(Name)“, wörtlich: „die Kuh – Canige – seine“
- gúrbálò kārmā kègè „Kleidung von Kindern, Kinderkleidung“, wörtlich: „Kleidung – Kinder – ihre“

Häufig wird bei alienabler Possession das Relativpronomen gō eingefügt, wodurch sich eine „spezifische“ Lesart ergibt:
- lūŋbā kùrmbàlō kèy „ein Pferd eines Häuptlings“
- lūŋbā gō kùrmbàlō kèy „das Pferd des Häuptlings“

Die alienable und die inalienable Possession können geschachtelt werden, wodurch relativ komplizierte Konstruktionen entstehen können:
kōlō yé-y kò-rò
Wort Mutter-sein ihr
„(Worte, d.h.:)Nachricht von seiner Mutter“
tūmādū gō làmndá bā-y kè-y
Tod SPEC Elefant Vater-sein sein
„der Tod des Vaters des Elefanten“

## Bestimmter Artikel
Das Lele besitzt einen bestimmten Artikel, dessen Funktion allerdings der des deutschen bestimmten Artikels nicht genau entspricht. Der Artikel hat folgende Form:
- nach Vokal: -ŋ mit Erhöhung des Tons
- nach Konsonant: -ŋgòŋ

Beispiele:
- kāmā „Wasser“ – kāmáŋ „das Wasser“
- làlì „Geld“ – làlīŋ „das Geld“
- ísì „Knochen“ – ísíŋ „der Knochen“
- kūr „Ort“ – kùrùŋgòŋ „der Ort“
- ɓándāŋ „Bogen“ – ɓándāŋgòŋ „der Bogen“

Wenn eine Possessivverbindung definit ist, wird der Artikel nur einmal gesetzt, und zwar beim Possessor, der – wie oben dargestellt – je nach Konstruktion an erster oder zweiter Stelle stehen kann:
tòrò kònōŋ-gōŋ
Huhn mein-DEF
„mein (erwähntes) Huhn“
túgú póì kúsígē-ŋ kèy
Haus Poi Kusige(Name)-DEF sein
„das Haus von Poi Kusige“
bāyndí-ŋ tērēn-dī
Mann-DEF Tochter-sein
„die Tochter des Mannes“

## Demonstrativum
Übliche Demonstrativpronomina sind:
- káŋ (mask. und plural) – táŋ (fem.) „dieser“
- kōlōŋ (mask. und plural) – tōlōŋ (fem.) „jener“

Sie stehen nach dem Substantiv:
- kòjò káŋ „diese Hacke“
- tāmá táŋ „diese Frau“

## Verb
Das Verb bildet nur vier Formen: Aorist, Verbalnomen, Futur, Imperativ. Den Aorist kann man als Grundform des Verbs annehmen.

### Aorist
Der Aorist endet grundsätzlich auf -i. Wenn der Stamm auf ein einzelnes l, m, n oder b endet (das sind genau diejenigen Konsonanten, die im Lele am Wortende zulässig sind), fällt dieses -i ab.
Der Aorist entspricht funktional einem deutschen Präsens oder Präteritum.

### Verbalnomen
Das Verbalnomen endet auf -e. Dieses bleibt auch nach l, m, n und b erhalten.

### Futur
Die Form des Futurs ist identisch mit der des Verbalnomens, jedoch wird die erste Silbe des Wortes hochtonig.

### Imperativ
Der Imperativ wird aus dem Aorist durch Vokalwechsel gebildet. Ausgehend vom Stammvokal des Aorists kann man den Stammvokal sowie den Endvokal des Imperativs anhand folgender Tabelle vorhersagen:
| Vokalisation des Aorists | Vokalisation des Imperativs |
| ------------------------ | --------------------------- |
| -a-i                     | -a-a                        |
| -e-i                     | -i-a                        |
| -i-i                     | -u-u                        |
| -o-i                     | -u-a                        |

Stämme mit -u- im Aorist kommen nicht vor.
Die Imperativendung -u fällt nach denselben Regeln ab wie die Endung -i des Aorists. Die Imperativendung -a ist hingegen stabil.
Der reine Imperativ bezeichnet einen Befehl an eine 2. Person sg. Andere Befehls- bzw. Wunschformen kann man durch Hinzusetzen von Pronomina bilden. Dabei steht das Pronomen der 1./2. Pers. pl. nach dem Verb, das Pronomen der 3. Pers. vor dem Verb, die Wortstellung ist also genau umgekehrt als bei den anderen Verbformen:
- dà „iss!“ – dā-ŋgù „esst!“ – dà-ŋgá „lass uns (= mich+dich) essen!“
- kūl „kaufe!“ – kùlù-ŋgú „kauft!“

kīyā dí à jè
Kiya(Name) er geh.IMP her
„Kiya soll herkommen“

### Ton
Verben beginnen normalerweise mit Mittel- oder Tiefton, nicht mit Hochton. Der Aorist, das Verbalnomen und der Imperativ desselben Verbs haben den gleichen Tonverlauf. Nur das Futur unterscheidet sich durch seinen Hochton auf der ersten Silbe.

### Stammformen
Es folgen die Stammformen einiger repräsentativer Verben:
|           | Aorist | Verbalnomen | Futur | Imperativ |
| --------- | ------ | ----------- | ----- | --------- |
| bleiben   | jèn    | jènè        | jénè  | jìnà      |
| denken    | kīrbī  | kīrbē       | kírbē | kūrbū     |
| essen     | dì     | dè          | dé    | dà        |
| gehen     | è      | è           | éè    | à         |
| helfen    | òjì    | òjè         | ójè   | ùjà       |
| hören     | ɗēŋlí  | ɗēŋlé       | ɗéŋlē | ɗīŋlá     |
| kaufen    | kīl    | kīlē        | kílē  | kūl       |
| rufen     | tēy    | tēgē        | tégē  | tīgā      |
| sagen     | yàá    | ?           | yáá   | yà        |
| sehen     | gōl    | gōlē        | gólē  | gūlá      |
| trinken   | sì     | ?           | séè   | sà        |
| verlassen | ān     | ānē         | ánē   | ānā       |
| ziehen    | sàgì   | sàgè        | ságè  | sàgà      |

### Pluralstamm
Einige Verben bilden einen Pluralstamm, der entweder eine wiederholte Handlung, ein pluralisches Subjekt (bei intransitiven Verben) oder ein pluralisches Objekt (bei transitiven Verben) zum Ausdruck bringt. Die Formen sind ziemlich unregelmäßig. Typische Mittel sind ein Suffix -wi oder Stimmloswerdung des Anlautkonsonanten, wobei dann ein Tiefton der ersten Silbe zu einem Mittelton angehoben wird. Beispiele:
- „brechen“: bòy, plur. pōy
- „fallen“: bàá, plur. pādwí
- „laufen“: gìr, plur. kīywí
- „schlagen“: tèy, plur. tóm
- „schneiden“: wàl, plur. wàlwì
- „töten“: dìgrì, plur. tīgrí
- „ziehen“: dèr, plur. tēr

### Objektssuffixe nach „geben“
An Verben können Objektspronomina angehängt werden, ohne dass der Verbalstamm dadurch verändert würde. Beispiele finden sich unten im Abschnitt „Wortstellung im Verbalsatz“.
Das Verb bè „geben“ jedoch bildet mit den Objektspronomina, die dann dativischen Sinn haben, besondere Formen, bei denen der Stammvokal sich den Endungen angleicht:
- béŋ „mir geben“
- bígí „dir(mask.) geben“
- bémé „dir(fem.) geben“
- béy „ihm geben“
- búdú „ihr geben“
- béŋgá „uns (mir+dir) geben“
- bíní „uns (mir+ihnen) geben“
- búŋgú „euch geben“
- bégé „ihnen geben“

Subjektssuffixe folgen dem gesamten Komplex:
- béŋ dí „er gab mir“
- bùdù dí „er gab ihr“

## Dativ
Der pronominale Dativ nach bè „geben“ wird durch die soeben besprochenen Objektssuffixe ausgedrückt. Der nominale Dativ nach „geben“ steht ohne besondere Markierung:
- gìlkíníŋ bùdù làlì „Gilkiniŋ(Name) gab ihr Geld“
- béŋ dí làlì „er gab mir Geld“
- bè dí làlì cànìgé „er gab dem Canige(Name) Geld“ (wörtlich: gab er Geld Canige)

Auch einzelne andere Verben wie ār „zu essen geben“ lassen die Konstruktion mit einem unmarkierten, dativisch zu verstehenden Nomen zu.
Bei den meisten Verben kann aber nicht einfach ein Nomen in dativischer Bedeutung hinzutreten. Vielmehr muss hier eine Konstruktion mit dem Verb „geben“ gebildet werden, dessen Bedeutung dann in Richtung einer Dativpräposition verblasst:
- kūl béy gùná, wörtlich: „kauf (und) gib ihm Erdnüsse!“, gemeint: „kauf ihm Erdnüsse!“
- yàá dí béŋ „er sagte mir“. Die wörtliche Übersetzung „er sagte (und) gab mir“ macht hier keinen Sinn mehr.
- gìlkíníŋ yàá búdù kōlō „Gilkiniŋ sprach mit ihr“, wörtlich: „G. sagte (und) gab ihr ein Wort“
- lòr gé béŋ kàsà „sie verbrannten mir das Getreide / mein Getreide“. Die wörtliche Übersetzung „sie verbrannten und gaben mir das Getreide“ wäre hier falsch.

yàá kōlō-ŋ bé kùrmbàlō
sagen Wort-DEF geben Chef
„(er) sagte es dem Chef“
ŋ kílè béy kùlbá kònòŋ cáání
ich kaufen.FUT ihm-geben Kuh mein weg
„ich werde ihm meine Kuh verkaufen“

## Präpositionen, Adverbiale Ausdrücke
Eine häufige Präposition ist ná „mit“, die auch als Entsprechung unseres Verbs „haben“ verwendet wird:
- kīyā ná lūŋbā „Kiya(Name) (ist) mit einem Pferd“, d. h. „Kiya hat ein Pferd“
- ŋ ná lūŋbā „ich habe ein Pferd“

Bei einem pronominalen Subjekt der 3. Person muss ná doppelt stehen:
- ná dí ná lūŋbā „er hat ein Pferd“[5]

Wenn das Komplement von „mit“ ein Pronomen ist, wird eine Stammvariante ín-/ún- mit einem Pronominalsuffix verbunden:
- ín-ìŋ „mit mir“
- ún-úm „mit dir(mask.)“
- ín-dé „mit dir(fem.)“
- ín-dì „mit ihm“
- ún-dó „mit ihr“
- ín-dígè „mit ihnen“

Insgesamt spielen aber Präpositionen im Lele eine geringere Rolle als im Deutschen, weil in einfachen Fällen wie der Verbindung eines Bewegungsverbs mit einer Ortsbezeichnung gar keine Präposition erforderlich ist:
è-gé túgú
gehen-sie Dorf
„sie gingen ins Dorf“
ŋ sē bòŋgór
ich weggehen Bongor(Stadt)
„ich ging aus Bongor fort“
gī kín túgr-úm
du zurückkehren Dorf-dein
„du kehrtest in dein Dorf zurück“
Wenn das Komplement keine Ortsbezeichnung ist, folgt das Element nī, das aus ihm gewissermaßen eine Ortsbezeichnung macht:
dùgì-dí kāmā nī
versinken-er Wasser LOC
„er versank im Wasser“
Es steht aber auch eine lokale Präposition dà „in“ zur Verfügung:
dà dēbrēŋ
in Debreng(Ortsname)
„in Debreng“
dà kāmā kìb-ìy nī
in Wasser Ufer-sein LOC
„am Flussufer“
Durch Zuhilfenahme von Körperteilbezeichnungen können komplexere Relationen zum Ausdruck gebracht werden. Auch nach den Körperteilbegriffen muss, da sie keinen inhärent lokalen Sinn haben, nī stehen:
sùgyá cà-y nī
Gras Kopf-sein LOC
„auf/über dem Gras“
kūl kàrgà-y nī
Haus Rücken-sein LOC
„hinter dem Haus“
tāmá-nīŋ kàrgà-rò nī
Frau-meine Rücken-ihr LOC
„hinter meiner Frau“

## Syntax

### Wortstellung im Verbalsatz
Wenn das Subjekt pronominal ist, so steht es in der 1. und 2. Person vor dem Verb, in der 3. Person jedoch hinter dem Verb. Das unpersönliche gē „man“ steht vor dem Verb:
- yàá gé „sie sagten“
- gē yàá „man sagte“

Wenn das Subjekt nominal ist, steht es vor dem Verb. Normalerweise ist dann kein zusätzliches Subjektspronomen erforderlich:
bìsí-ŋ gír
Antilope-DEF laufen
„die Antilope lief weg“
gìlkínín è kàsùgú
Gilkinin(Name) gehen Markt
„Gilkinin ging zum Markt“
Es kommen aber auch Sätze vor, in denen zusätzlich ein Subjektssuffix auftritt:
bāyŋdí-ŋ yàá dí
Mann-DEF sagen er
„der Mann sagte“
Das Objekt steht hinter dem Verb:
- gī gōl-īŋ „du sahst mich“
- ŋ gōl-gī „ich sah dich(mask.)“
- ŋ gōl-īy „ich sah ihn“
- ŋ gōl-dū „ich sah sie(fem.)“
- ŋ tòb-dù „ich liebe sie(fem.)“
- ŋ kīl-īy „ich kaufte es“
- ŋ tòn-ìy „ich fragte ihn“
- ŋ dìgr-ìy „ich tötete ihn“

Wenn das Subjekt ein Pronomen der 3. Person ist und daher ebenfalls hinter dem Verb steht, so gilt folgende Reihenfolge: Verb – Objekt der 1./2. Person – Subjekt der 3. Person – Objekt der 3. Person. Beispiele:
- gōl-īŋ-dú „sie sah mich“
- gōl-īŋ-dí „er sah mich“
- gōl-mē-dí „er sah dich(fem.)“
- tòn-īŋ-dú „sie fragte mich“
- tòn-ŋgá-gé „sie fragten uns(beide)“
- gōl-gé-dú „sie sahen sie(fem.)“
- gōl-dú-gé „sie(fem.) sah sie(pl.)“

Ein nominales Objekt steht grundsätzlich hinter Subjekt und Verb, auch bei pronominalem Subjekt der 3. Person:
- wàl dú kùlbá-ŋ „sie schlachtet die Kuh“ (wàl „schlachten“)
- gē wàl kùlbá-ŋ „man schlachtet die Kuh“
- nī wèl kūná „wir schliefen“[6]
- wèl dí kūná „er schlief“
- wèl gé kūná „sie schliefen“

### Nichtverbalsatz
Wenn ein Nomen das Prädikat bildet, steht eine Kopula nè. Diese kann mit einem Subjektspronomen der ersten oder zweiten Person, nicht aber der dritten Person verbunden werden:
gī nè ɓén-íŋ
du COP Bruder-mein
„du bist mein Bruder“
nè ɓén-íŋ
COP Bruder-mein
„er ist mein Bruder“
nè kíyà
COP Kiya(Name)
„er ist Kiya“
kíyà nè kōn-dī
Kiya COP Name-sein
„Kiya ist sein Name“
kòlbé-ŋ nè kàŋgà
Kühe-DEF COP unsere
„die Kühe sind unsere (von uns beiden)“
Ein adverbiales Prädikat steht ohne Kopula:
cànìgé dà dēbrēŋ
Canige(Name) in Debreng(Ortsname)
„Canige ist in Debreng“

### Negation
Alle Arten von Sätzen können durch ɗé „nicht“ am Satzende negiert werden:
- ŋ nè bā-m ɗé „ich bin nicht dein Vater“
- kīyā ná lúŋbà ɗé „Kiya hat kein Pferd“
- è dí ɗé „er geht/ging nicht“
- ūl ɗé „weine nicht!“

### Frage
Alle Arten von Fragesätzen haben am Satzende eine Partikel gà, vor der ein Tiefton zu einem Mittelton angehoben wird (während ein Mittelton unverändert bleibt).
- dì dí kàrè „er hat die Sauce(kàrè) gegessen“ – dì dí kàrē gà „hat er die Sauce gegessen?“
- nè kāmā „das ist Wasser“ – nè kāmā gà „ist das Wasser?“

Das gilt auch für Fragen mit einem Fragewort. Das Fragewort steht grundsätzlich an seiner normalen syntaktischen Position und nicht am Satzanfang:
nè wéy gà
COP wer FRAGE
„wer ist das?“
nè wéy tāmã´-y gà
COP wer Frau-seine FRAGE
„wessen Frau ist sie?“
gī gōl wéy gà
du sehen wer FRAGE
„wen hast du gesehen?“
nè dú kàrè bé wéy gà
kochen sie Sauce geben wer FRAGE
„wem hat sie die Sauce gekocht?“
mē è mínā gà
du gehen wo FRAGE
„wohin gehst du?“
Alternativ können Fragen aber auch als Fokuskonstruktion mit der Fokuspartikel bā formuliert werden, wodurch das Fragewort an den Satzanfang rückt:
wéy bā é gà
wer FOC gehen FRAGE
„wer ist gegangen?“
mē bā gōl dí gà
was FOC sehen er FRAGE
„was hat er gesehen?“

### Relativsatz
Relativsätze werden durch ein Relativpronomen eingeleitet. Dieses lautet meist gō, nach femininem Bezugswort aber optional auch dō.
kàrà gō ná kōlbé
Leute REL mit Kühe
„Leute, die (mit Kühen sind =) Kühe haben“
tāmá dō tēy dū
Frau REL rufen sie
„die Frau, die er rief“
bāyndí-ŋ gō ŋ bè-y kòjò kōnōŋ
Mann-DEF REL ich geben-ihm Hacke meine
„der Mann, dem ich meine Hacke gab“

## Wortschatz
Einige Elemente aus dem Grundwortschatz:
| Auge   | kūn    |
| drei   | súbù   |
| eins   | pínà   |
| essen  | dì     |
| Frau   | tāmá   |
| fünf   | bày    |
| geben  | bè     |
| gehen  | è      |
| groß   | gùmnyá |
| gut    | kúrà   |
| Hand   | kàbú   |
| hören  | ɗēŋlí  |
| Mann   | bā     |
| Mund   | kùb    |
| Name   | kōn    |
| sagen  | yàá    |
| sehen  | gōl    |
| vier   | pórìn  |
| Wasser | kāmā   |
| wissen | sèn    |
| zwei   | sò     |